# Justimonti
Justimonti – polski herb szlachecki z nobilitacji.

## Opis herbu
Na tarczy dzielonej w pas w polu górnym, czerwonym, głowa ośla na wprost, popielata; w polu dolnym, błękitnym, sześć pagórków zielonych, na nich krzyż, pod nimi ciołek czerwony.
Klejnot: pół kozła wspiętego.
Labry z prawej czerwone, podbite popielatym, z lewej zielone, podbite błękitem.

## Najwcześniejsze wzmianki
Nadany 15 kwietnia 1589 Wawrzyńcowi Justimontiemu z Bolonii. Herb powstał przez adopcję do Półkozica. Adopcja, dokonana przez Mikołaja Wolskiego, była nagrodą za udział w obronie Krakowa przed arcyksięciem Maksymilianem.

## Herbowni
Justimonti.